# Nenad Vučković
Nenad Vučković (Signo, 20 dicembre 1976) è un ex calciatore croato, di ruolo attaccante.

## Palmarès
- Campionato croato: 1

Hajduk Spalato: 2004-2005